# Kohlhof (Heidenheim)
Kohlhof (ⓘ) ist ein Gemeindeteil des Marktes Heidenheim im Landkreis Weißenburg-Gunzenhausen (Mittelfranken, Bayern). Kohlhof liegt in der Gemarkung Heidenheim.

## Lage
Die Einöde Kohlhof liegt in der Fränkischen Alb nordwestlich von Heidenheim in einer Mulde hoch über dem Rohrachtal an der Ostflanke des Rechenbergs. Östlich und nördlich führt die Staatsstraße 2218 vorbei. Von ihr führen abzweigende Straßen zum Kohlhof.

## Ortsnamendeutung
„Kohlhof“ wird als „Hof zu dem Berg, an dem (Holz-)Kohlen gebrannt werden“ gedeutet.

## Geschichte
Die Ansiedlung „Kohlhof“ gehört zu einem Gebiet, das seit alters her Kyrsenloch/Kirschenlohe hieß und aus mehreren Einzelgehöften des Klosters Heidenheim bestand (1732: Kohlhof, Gärtnershof, Kirschenmühle, Krämershof und Obelshof). Eine Quelle aus der Mitte des 12. Jahrhunderts, die in einer Abschrift des 15. Jahrhunderts vorliegt, berichtet, dass ein Verwandter eines Kanonikers dem Kloster Heidenheim ein Gut „Coleberch“ übergab. Im 13. Jahrhundert schenkten Friedrich und sein Sohn Otto von Truhendingen dem Kloster Heidenheim unter anderem Besitzungen zu „Colberch“; 1275 stimmten die beiden Brüder Ottos namens Friedrich von Truhendingen dieser Schenkung zu. Der „Kolpaur“ hatte Abgaben in Geld und Naturalien, vor allem Getreide, an das Kloster zu leisten, hatte aber um 1400 seinen Besitz „frei und eigen“, unterstand also bei der niederen Gerichtsbarkeit keinem Vogt, sondern nur dem Kloster selbst. Nach der Säkularisation des Klosters (1537) unterstand der Kohlhof dem brandenburgischen Klosteramt Heidenheim und gehörte in das Halsgericht Hohentrüdingen. 1616 ist der Kohlhof dem Klosteramt Heidenheim vogt- und gültbar.
Im Dreißigjährigen Krieg wurde der Kohlbauer 1634 umgebracht. Nach dem Krieg war mit Balthasar Heidinger für kurze Zeit ein Exulant aus Oberösterreich Bauer auf dem Kohlhof. Bis zum Ende des Heiligen Römischen Reichs blieb der Kohlhof beim Verwalteramt Heidenheim, das Hochgericht nahm das markgräfliche Oberamt Hohentrüdingen wahr. Kirchlich war der Ort der evangelischen Pfarrei Heidenheim zugeordnet.
Die mit dem Markgrafentum Ansbach 1792 königlich-preußisch gewordene Einöde wurde infolge des Reichsdeputationshauptschlusses 1806 königlich-bayerisch. Als 1808 Steuerdistrikte gebildet wurden, kam der Kohlhof mit anderen Einöden und Mühlen, die aus dem Besitz des ehemaligen Klosters Heidenheim dem markgräflichen Kloster-/Verwalteramt Heidenheim zinsbar waren, in den Steuerdistrikt Heidenheim im Landgericht Heidenheim. Zwei Jahre später wurde aus dem Steuerdistrikt die etwas verkleinerte Ruralgemeinde Heidenheim, der ebenfalls der Kohlhof angehörte. Durch das Gemeindeedikt von 1818 wurde Heidenheim wieder im Umfang von 1808 eine Gemeinde im gleichnamigen Landgericht. 1833 bestand der Kohlhof aus 26,6 ha Ackerland, 5,8 ha Wiese und 11,4 ha Wald.

### Einwohnerzahlen
- 1818: 7 Einwohner[12]
- 1824: 6 Einwohner, 1 Gebäude[12]
- 1837: 5 Einwohner, 2 Familien, 1 Wohngebäude[5]
- 1861: 6 Einwohner, 2 Gebäude[13]
- 1950: 9 Einwohner, 1 Gebäude[12]
- 1961: 8 Einwohner, 1 Wohngebäude[14]
- 1987: 2 Einwohner[15]
- 30. Juni 2011: 2 Einwohner[16]
- 2019: 4 Einwohner[1]